# مخلفات خام البوكسيت

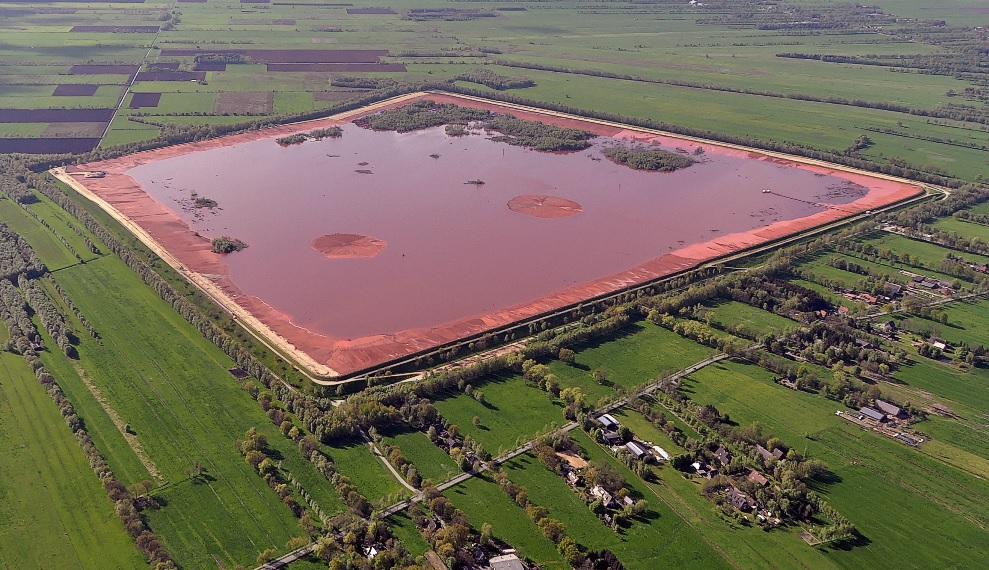
تبدو مخلفات خام البوكسيت على هيئة طين أحمر.

مخلفات خام البوكسيت، وتعرف أيضًا باسم بقايا البوكسيت، الطين الأحمر، الحمأة الحمراء، أو بقايا مصفاة أكسيد الألمنيوم(ARR)، هو منتج نفايات قلوية عالية. يتكون بشكل رئيسي من أكسيد الحديد الذي يتم إنشاؤه في الإنتاج الصناعي للأكسيد الألمنيوم (أكسيد الألومنيوم، وهو الخام الرئيسي في تصنيع معدن الألمنيوم ويستخدم أيضًا على نطاق واسع في صناعة السيراميك والمواد الكاشطة والمواد المقاومة للحرارة). من المهم التفريق بين النفايات القلوية المتولدة في عملية تكرير البوكسيت (Bayer) والمخلفات المتولدة أثناء تعدين البوكسيت. تتناول هذه المقالة على وجه التحديد النفايات القلوية المتولدة عند تشغيل عملية تكرير البوكسيت (Bayer). إن حجم الإنتاج يجعل منتج النفايات مهمًا، وتتم مراجعة المشكلات المتعلقة بتخزينه ويتم استكشاف كل فرصة للعثور على استخدامات له.
أكثر من 95٪ من أكسيد الألمنيوم المنتج عالميًا يتم من خلال عملية تكرير البوكسيت (Bayer). لكل طن يتم إنتاجه من أكسيد الألمنيوم، يتم إنتاج ما يقرب من 1 إلى 1.5 طن من مخلفات / بقايا البوكسيت. بلغ الإنتاج السنوي لأكسيد الألمنيوم في 2018 حوالي 126 مليون طن مما أدى إلى توليد أكثر من 160 مليون طن من مخلفات / بقايا البوكسيت.

## الإنتاج
الطين الأحمر، أو بقايا البوكسيت، هو منتج جانبي لعملية تكرير البوكسيت (Bayer)، وهي الوسيلة الرئيسية لتكرير البوكسيت في طريقها إلى أكسيد الألمنيوم. أكسيد الألمنيوم الناتجة هي المادة الخام لإنتاج الألمنيوم من خلال عملية عملية هول-هيرو. ينتج نبات البوكسيت النموذجي مرة أو مرتين من الطين الأحمر مثل أكسيد الألمنيوم. تعتمد هذه النسبة على نوع البوكسيت المستخدم في عملية التكرير وظروف الاستخراج.
هناك أكثر من 60 عملية تصنيع في جميع أنحاء العالم باستخدام عملية تكرير البوكسيت (Bayer) لصنع أكسيد الألمنيوم من خام البوكسيت. يتم استخراج خام البوكسيت، عادة في مناجم الصب المفتوحة، ويتم نقله إلى مصفاة أكسيد الألمنيوم للمعالجة. يتم استخلاص أكسيد الألمنيوم باستخدام هيدروكسيد الصوديوم تحت ظروف درجات الحرارة العالية والضغط. تتم إزالة الأجزاء غير قابلة للذوبان من البوكسيت (بقايا)، مما أدى إلى حل أكسيد الألمنيوم الصوديوم، وهو بعد ذلك المصنف مع هيدروكسيد الألومنيوم الكريستال ويسمح له بالتبريد مما يؤدي إلى ترسيب هيدروكسيد الألومنيوم المتبقي من المحلول. يتم استخدام بعض هيدروكسيد الألومنيوم لزرع الدفعة التالية، في حين يتم تكديس الباقي (تسخينه) عند أكثر من 1000 درجة مئوية في الأفران الدوارة أو مكملات وميض السوائل لإنتاج أكسيد الألومنيوم (أكسيد الألمنيوم).
عادة ما يكون محتوى أكسيد الألمنيوم من البوكسيت المستخدم بين 45-50 ٪، ولكن يمكن استخدام الخامات ذات مجموعة واسعة من محتويات أكسيد الألمنيوم. قد يتواجد مركب الألومنيوم على شكل جبسيت (Al(OH)3)، هيدروكسيد الأمونيوم|أوكسي هيدروكسيد الألمنيوم (γ-AlO(OH))، هيدروكسيد أكسيد الألومنيوم(α-AlO(OH)). دائمًا ما تحتوي المخلفات / البقايا على نسبة عالية من أكسيد الحديد مما يعطي المنتج لونًا أحمر مميزًا. تبقى كمية صغيرة متبقية من هيدروكسيد الصوديوم المستخدم في العملية مع المخلفات، مما يؤدي إلى ارتفاع درجة حموضة المواد/ القلوية، عادة > 12. يتم إدخال مراحل مختلفة في عملية الفصل الصلبة / السائلة لإعادة تدوير أكبر قدر ممكن من هيدروكسيد الصوديوم من البقايا مرة أخرى إلى عملية Bayer من أجل جعل العملية فعالة قدر الإمكان وخفض تكاليف الإنتاج. وهذا يقلل أيضًا من القلوية النهائية للمخلفات مما يسهل التعامل معها وتخزينها.

## التكوين
يتكون الطين الأحمر من خليط من أكاسيد صلبة ومعدنية. وأحمر اللون ينشأ من أكاسيد الحديد، والتي تتكون تصل إلى 60٪ من كتلة. الطين أساسي للغاية مع درجة حموضة تتراوح من 10 إلى 13. بالإضافة إلى الحديد، تشتمل المكونات السائدة الأخرى على السيليكا وأكسيد الألمنيوم المتبقية غير الموصوفة وأكسيد التيتانيوم. In addition to iron, the other dominant components include ثنائي أكسيد السيليكون, unleached residual alumina, and أوكسيد التيتانيوم.

المكونات الرئيسية للبقايا بعد استخراج مكون الألومنيوم هي أكاسيد معدنية غير قابلة للذوبان. تعتمد نسبة هذه الأكاسيد التي تنتجها مصفاة أكسيد الألمنيوم معينة على جودة وطبيعة خام البوكسيت وظروف الاستخراج. يوضح الجدول أدناه نطاقات التركيب للمكونات الكيميائية الشائعة، ولكن القيم تختلف اختلافًا كبيرًا:
| المواد الكيميائية | تكوين النسبة المئوية |
| ----------------- | -------------------- |
| Fe2O3             | 5–60%                |
| Al2O3             | 5–30%                |
| TiO2              | 0–15%                |
| CaO               | 2–14%                |
| SiO2              | 3–50%                |
| Na2O              | 1–10%                |

المكونات المعدنية التي تم التعبير عنها هي:
| الاسم الكيميائي                           | الصيغة كيميائية                      | تكوين النسبة المئوية |
| سوداليت                                   | 3Na 2 O⋅3Al 2 O 3 ⋅6SiO 2 ⋅Na 2 SO 4 | 4 - 40٪              |
| كانكرينيت                                 | Na 3 ⋅CaAl 3 ⋅Si 3 ⋅O 12 CO 3        | 0-20٪                |
| الومونيوم- غوثيت (أكسيد الحديد ألومينيوم) | α-(Fe,Al)OOH                         | 10-30٪               |
| الهيماتيت (أكسيد الحديد)                  | Fe2O3                                | 10-30٪               |
| سيليكا (متبلور وغير متبلور)               | SiO2                                 | 5-20٪                |
| ألومينات الترايكالسيوم                    | 3CaO⋅Al 2 O 3 ⋅6H 2 O                | 2-20٪                |
| بوهميت                                    | AlO (OH)                             | 0-20٪                |
| ثاني أكسيد التيتانيوم                     | TiO2                                 | 0-10٪                |
| البيروفسكايت                              | CaTiO 3                              | 0-15٪                |
| مسكوفيت                                   | K 2 O⋅3Al 2 O 3 ⋅6SiO 2 ⋅2H 2 O      | 0-15٪                |
| ----------------------------------------- | ------------------------------------ | -------------------- |
| كربونات الكالسيوم                         | CaCO 3                               | 2-10٪                |
| جيبسيت                                    | Al (OH) 3                            | 0-5٪                 |
| الكاولينايت                               | Al 2 O 3 ⋅2SiO 2 ⋅2H 2 O             | 0-5٪                 |

بشكل عام، تعكس تركيبة البقايا تلك المكونات غير المصنوعة من الألمنيوم، باستثناء جزء من مكون السليكون: السليكا البلورية (الكوارتز) لن تتفاعل ولكن بعض السليكا الموجودة، والتي غالبًا ما تسمى بالسيليكا التفاعلية، ستتفاعل تحت ظروف الاستخراج وتشكيل سيليكات ألومنيوم الصوديوم وكذلك المركبات الأخرى ذات الصلة.

## المخاطر البيئية
يعد تصريف الطين الأحمر خطرًا بيئيًا بسبب قلويته، على الرغم من أنه يجب التأكيد على أن التخلص من الأنهار أو البحر قد توقف الآن.
في عام 1972 كان هناك تصريف طين أحمر قبالة ساحل كورسيكا من قبل الشركة الإيطالية مونتيديسون. القضية مهمة في القانون الدولي الذي يحكم البحر الأبيض المتوسط.

في أكتوبر 2010، تم إطلاق ما يقرب من مليون متر مكعب من الطين الأحمر من مصنع أكسيد الألمنيوم بالقرب من Kolontár في المجر عن طريق الخطأ في المناطق الريفية المحيطة في حادث مصنع Alka Alumina، مما أسفر عن مقتل عشرة أشخاص وتلويث مساحة كبيرة. قيل أن الطين الأحمر «أزال» جميع أشكال الحياة في نهر ماركال، وخلال أيام وصل الطين إلى نهر الدانوب. ومع ذلك، كانت الآثار البيئية طويلة المدى للتسرب طفيفة جدًا.

## مناطق تخزين المخلفات (RSA)
تغيرت طرق تخزين المخلفات بشكل كبير منذ بناء المصانع الأصلية. كانت الممارسة في السنوات الأولى هي ضخ ملاط المخلفات، بتركيز حوالي 20 ٪ من المواد الصلبة، في البحيرات أو البرك التي تم إنشاؤها في بعض الأحيان في مناجم البوكسيت السابقة أو المحاجر المستنفدة. وفي حالات أخرى، شُيدت المحميات بالسدود أو السدود، بينما أُدمجت بعض الأودية في بعض العمليات وأُودعت المخلفات في مناطق الاحتجاز هذه.

كان من المعتاد في السابق تصريف بقايا / مخلفات البوكسيت في الأنهار أو مصبات الأنهار أو البحر عبر خطوط الأنابيب أو المراكب؛ في حالات أخرى، تم شحن البقايا إلى البحر والتخلص منها في خنادق أعماق المحيطات على بعد عدة كيلومترات من الشاطئ. توقف الآن التخلص من البحر ومصبات الأنهار والأنهار.
مع نفاد مساحة تخزين البقايا وزيادة القلق بشأن التخزين الرطب، منذ منتصف الثمانينيات تم اعتماد التراص الجاف بشكل متزايد. في هذه الطريقة، يتم تكثيف المخلفات إلى ملاط عالي الكثافة (48-55٪ من المواد الصلبة أو أعلى)، ثم يتم ترسيبها بطريقة تندمج وتجف.
عملية الترشيح التي تحظى بشعبية متزايدة هي الترشيح حيث يتم إنتاج عجينة المرشح (ينتج عنها عادة 26 - 29٪ رطوبة). يمكن غسل هذه الكعكة إما بالماء أو البخار لتقليل القلوية قبل نقلها وتخزينها كمادة شبه جافة. البقايا المنتجة في هذا الشكل مثالية لإعادة الاستخدام حيث أنها قلوية أقل، وأرخص في النقل، وأسهل في التعامل معها ومعالجتها.
في عام 2013، قامت شركة Vedanta Aluminium، Ltd. بتكليف وحدة لإنتاج مسحوق الطين الأحمر في مصفاة Lanjigarh في أوديشا، الهند، واصفة إياها بأنها الأولى من نوعها في صناعة أكسيد الألمنيوم، حيث تعالج المخاطر البيئية الرئيسية.

## الاستخدام
منذ أن تم اعتماد عملية تكرير البوكسيت (Bayer) لأول مرة صناعيًا في عام 1894، تم الاعتراف بقيمة الأكاسيد المتبقية. جرت محاولات لاستعادة المكونات الرئيسية - وخاصة الحديد. منذ بدء التعدين، تم تكريس قدر كبير من جهود البحث للبحث عن استخدامات للمخلفات.
وقد أجريت العديد من الدراسات لتطوير استخدامات الطين الأحمر.يتم استخدام ما يقدر بنحو 2 إلى 3 ملايين طن سنويًا في إنتاج الأسمنت، بناء الطرق ومصدر للحديد. and as a source for iron. Potential applications include the production of low cost concrete, تشمل التطبيقات المحتملة إنتاج الخرسانة منخفضة التكلفة، الاستخدام في التربة الرملية لتحسين تدوير الفوسفور، وتحسين حموضة التربة، وتغطية مدافن النفايات وعزل الكربون.
المراجعات التي تصف الاستخدام الحالي لمخلفات البوكسايت في خبث الإسمنت البورتلاندي، والمواد الإسمنتية التكميلية / الإسمنت المخلوط وأسمنت الكالسيوم وأكسيد الألمنيومت الكالسيوم الخاصة، تم بحثها وتوثيقها جيدًا.
⦁ تصنيع الأسمنت، واستخدامه في الخرسانة كمادة أسمنتية تكميلية. من 500000 إلى 1500000 طن.
⦁ استعادة المواد الخام لمكونات محددة موجودة في المخلفات / البقايا: إنتاج الحديد والتيتانيوم والفولاذ و
REE (العناصر الأرضية النادرة). من 400000 إلى 1500000 طن؛
⦁ غطاء / طمر / تحسين التربة - 200000 إلى 500000 طن؛
⦁ استخدام بقايا البوكسيت كعنصر في مواد البناء أو البناء (الطوب والبلاط والسيراميك وما إلى ذلك) - 100000 إلى 300000 طن؛
⦁ مواد أخرى (صهر، ممتز، تصريف منجم حمضي (فيروتيك)، محفز، إلخ) - 100.000 طن.
⦁ يستخدم في ألواح البناء، الطوب، الطوب العازل الرغوي، البلاط، صابورة الحصى / السكة الحديدية، سماد الكالسيوم والسيليكون، ترفض تغطية الأطراف / ترميم الموقع، استعادة اللانثينيدات (الأتربة النادرة)، استعادة سكانديوم، استعادة الغاليوم، استرداد الإيتريوم، معالجة منجم الحمض الصرف، الممتزات من المعادن الثقيلة، الأصباغ، الفوسفات، الفلوريد، معالجة المياه الكيميائية، السيراميك الزجاجي، السيراميك، الزجاج الرغوي، أصباغ، حفر النفط أو استخراج الغاز، حشو كلوريد متعدد الفاينيل، بديل الخشب، البوليمرات، المحفزات، رذاذ البلازما، طلاء الألمنيوم والنحاس، تصنيع مركبات تيتانات الألومنيوم موليت للطلاءات المقاومة للحرارة العالية، إزالة الكبريت من غاز المداخن، إزالة الزرنيخ، إزالة الكروم.
في عام 2015، تم إطلاق مبادرة رئيسية في أوروبا بتمويل من الاتحاد الأوروبي لمعالجة تثمين بقايا البوكسيت. حوالي 15 دكتوراه. تم تجنيد الطلاب كجزء من شبكة التدريب الأوروبية (ETN) لتثمين النفايات المتبقية من البوكسيت. سيكون التركيز الرئيسي على استعادة عناصر الحديد والألمنيوم والتيتانيوم والأرض النادرة (بما في ذلك سكانديوم) أثناء تثمين البقايا في مواد البناء.